# Warren Smith
 (avril 2016).
Pour les articles homonymes, voir Smith et Warren W. Smith Jr.
Warren Smith (né le 7 février 1932 dans le Comté de Humphreys, Mississippi, décédé le 30 janvier 1980) était un pionnier et un chanteur et guitariste américain de rockabilly.

## Carrière

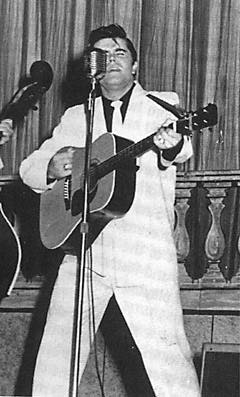
Warren Smith

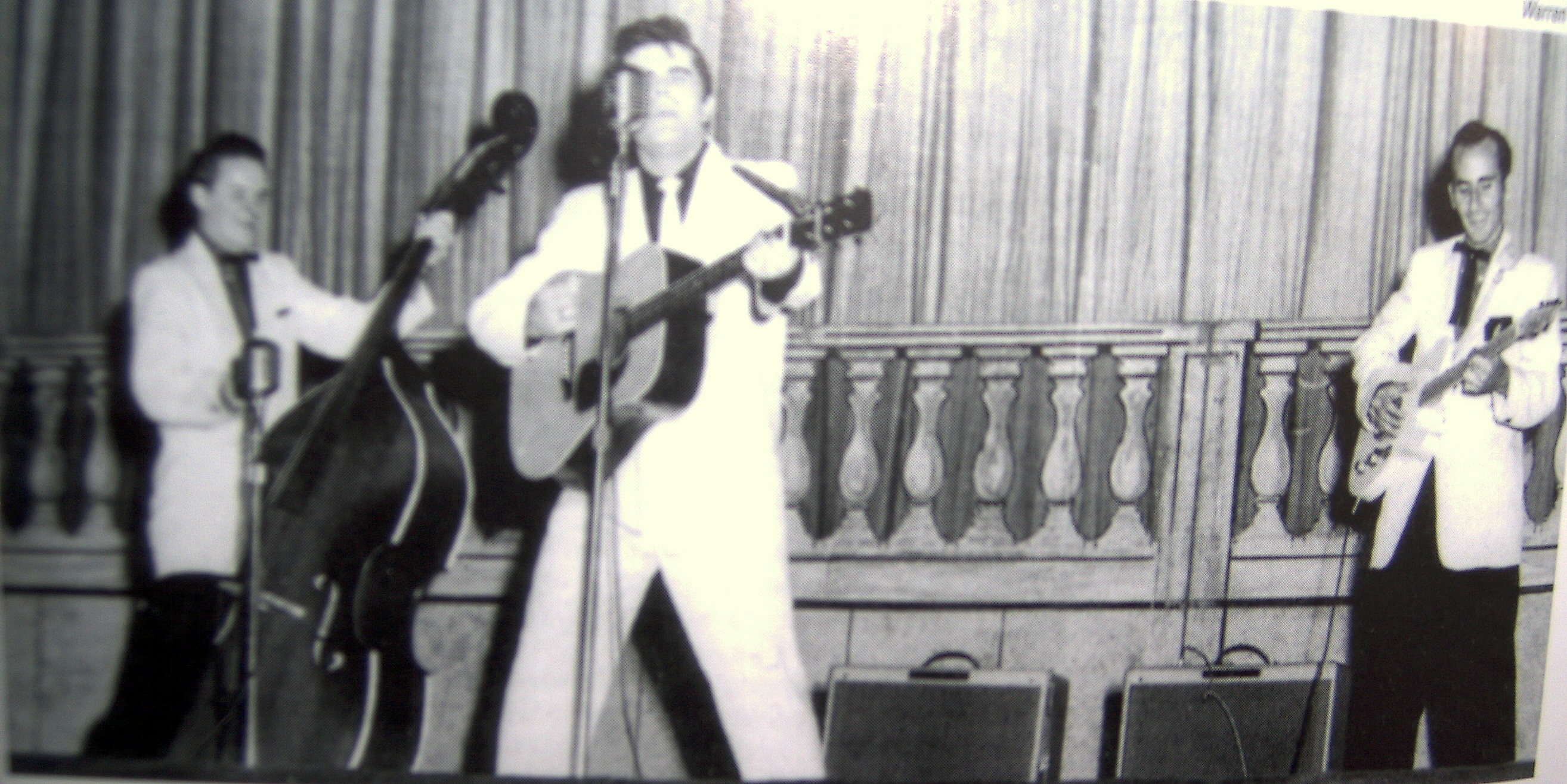
Warren Smith au Big D Jamboree avec Marcus Van Story (à droite, Basse) et Alton Lott (à gauche, Guitare)

Ses parents (Ioda et Willie Smith) divorcèrent dès son plus jeune âge et sera placé chez ses grands parents habitant Louise dans le Mississippi qui possédaient une petite ferme. En 1950 on le retrouve au Texas dans l'United States Air Force à San Antonio pour son service militaire. Il décide alors de faire ses débuts dans la country. Une fois libéré de ses obligations militaires il déménage à West Memphis, Arkansas puis  se produit au club local  le Cotton Club  en compagnie de l'orchestre de Clyde Leoppard. Il rencontre ensuite Johnny Cash qui le présente à Sam Phillips de Sun Records. Il propose à Sam Philips une chanson que Johnny Cash vient d'écrire pour Warren Smith « Rock and Roll Ruby » qu'il enregistre le 5 février 1956 en compagnie du batteur Clyde Leoppard, Joe Baugh au piano, Buddy Holobaugh à la guitare. La version est un rockabilly couplée avec des paroles country qui sort le 25 mars remportant d'emblée un succès considérable est no 1 le 26 mai les pop charts locaux. Mais le morceau sera éclipsé rapidement par le « Blue Suede Shoes » de Carl Perkins. Il enregistre presque immédiatement un deuxième single avec Roland Janes à la guitare,où se trouvent des morceaux comme « Ubangi Stomp » et « Black Jack David ». Devenu une grande vedette du Big D Jambore en août 1956, Warren sort ensuite un troisième disque avec deux titres « Miss Froggie » et  « So long I'm gone » qui sera un hit se classant à la 72e position dans les charts Pop aux États-Unis. Mais Sam Phillips concentre tous ses efforts sur Jerry Lee Lewis, avec qui il est en conflit et qui vient de triompher avec « Whole lotta shakin' goin' on ». Warren Smith n'ayant pas les résultats escomptés quitte Sun Records pour signer chez Libertry en 1960. Il grave alors un pur album country puis sera oublié du public, enregistrant cependant quelques singles pour Skill et Jubal entre 1964 et 1973. Mais à la fin des années soixante-dix et quatre-vingt la légende de Warren Smith refait surface. Le public recherche alors les morceaux très prisés de la période Sun où des inédits font leur apparition, comme « Red Cadillac and Black Moustache », « Uranium Rock », « I like you Kinda », « Do I Love You », etc. Ces titres sortent d'abord sur des compilations anglaises et européennes entre 1973 et 1976. Les disques se vendent bien en Europe, et Warren retourne dans les studios; il enregistre à Dallas fin 1976 et début 1977 et sortira un album sous le label Lake County (LP 506), un disque produit par Michel Catin, réédité plus tard partiellement sur le 25 cm Big Beat BB 9806. Il se produit le 14 novembre 1979 à Paris au théâtre le Palace en compagnie de Billy Lee Riley et Jerry Dixie. Il avait fait son retour au Rainbow Theatre de Londres le 30 avril 1977 où des milliers de fans en délire lui avaient fait un triomphe. La carrière de Warren Smith prend brusquement fin lorsqu'il meurt le 30 janvier 1980 d'une crise cardiaque à 47 ans, alors qu'il préparait sa tournée en Europe.

## Discographie

### Albums
| Année | Album                                        | Label        |
| ----- | -------------------------------------------- | ------------ |
| 1961  | The First Country Collection of Warren Smith | Liberty      |
| 1978  | The Legendary Warren Smith                   | Lake Country |
| 1980  | Memorial Album                               | Big Beat     |
| 1981  | The Last Detail                              | Charly       |

### Singles
| Année | Single                                    | Positions dans les charts | Positions dans les charts |
| Année | Single                                    | US Country                | US                        |
| ----- | ----------------------------------------- | ------------------------- | ------------------------- |
| 1956  | "Rock 'n' Roll Ruby"                      | —                         | —                         |
| 1956  | "Ubangi Stomp"                            | —                         | —                         |
| 1957  | "So Long I'm Gone"                        | —                         | 72                        |
| 1958  | "Got Love If You Want It"                 | —                         | —                         |
| 1959  | "Sweet Sweet Girl"                        | —                         | —                         |
| 1960  | "I Don't Believe I'll Fall in Love Today" | 5                         | —                         |
| 1961  | "Odds and Ends (Bits and Pieces)"         | 7                         | —                         |
| 1961  | "Why Baby Why" (with Shirley Collie)      | 23                        | —                         |
| 1961  | "Why I'm Walking" (with Shirley Collie)   | —                         | —                         |
| 1961  | "Call of the Wild"                        | 26                        | —                         |
| 1962  | "Five Minutes of the Latest Blues"        | —                         | —                         |
| 1962  | "Book of Broken Hearts"                   | —                         | —                         |
| 1963  | "That's Why I Sing in a Honky Tonk"       | 25                        | —                         |
| 1964  | "Big City Ways"                           | 41                        | —                         |
| 1964  | "Blue Smoke"                              | 41                        | —                         |
| 1966  | "Future X"                                | —                         | —                         |
| 1968  | "When the Heartaches Get to Me"           | —                         | —                         |
| 1972  | "Make It on Your Own"                     | —                         | —                         |
| 1972  | "I Don't Believe"                         | —                         | —                         |
| 1973  | "A Woman's Never Gone"                    | —                         | —                         |